# DAICHI MIURA LIVE TOUR ONE END in 大阪城ホール
『DAICHI MIURA LIVE TOUR ONE END in 大阪城ホール』（ダイチ・ミウラ ライブツアー ワンエンド イン おおさかじょうホール）は、日本の歌手三浦大知の全国ツアー「DAICHI MIURA LIVE 2018 ONE END TOUR」の最終日である大阪城ホール公演の模様が収録された映像作品。2019年6月12日リリース。

## 概要
- 2018年9月から2019年3月にかけて開催し、自身最多公演数、最多動員数を記録した2018年全国ツアー「DAICHI MIURA LIVE 2018 ONE END TOUR」（29会場39公演）のファイナル、3月13日開催の大阪城ホールでの公演を映像化。
- 2DVD+2CD、Blu-ray+2CDの2形態。
- 特典映像として、同年12月11日開催の東京国際フォーラムホールAでのホールツアー公演が収録されている（2形態共通。Blu-rayには特典映像も含めた内容がDisc1枚に収録）。付属のCDには、大阪城ホール公演のライヴ音源を収録。
- ONE ENDツアーはホールツアーとして2018年9月から12月まで行われていた[3]が、追加公演として2019年2月から3月までアリーナ公演（3会場5公演）を行った[4]。大阪城ホール公演（アリーナツアー）と、特典映像の東京国際フォーラムA（ホールツアー）のセットリストは一部異なっている。
- 発売に先駆け、同年5月29日より、ダイジェスト映像がdTVで独占配信された[5]。

## 収録曲

### 大阪城ホール (2019.3.13)
LIVE
1. Be Myself
2. Unlock
  - 18thシングルのオリジナル曲バージョンではなく、5thアルバム『FEVER』（2015年9月2日）収録の「Unlock (Album Ver.)」バージョン
3. 硝子壜
4. Inside Your Head
5. (RE)PLAY
6. Perfect Day Off
7. FEVER
8. Can You See Our Flag Wavin' In The Sky?
9. Breathless
10. ふれあうだけで ～Always with you～
11. 世界
12. DIVE!
13. Cry & Fight
14. 飛行船
15. Black Hole
16. Blizzard
17. EXCITE
18. music
19. Darkest Before Dawn

ENCORE
1. Anchor
2. Touch Me

### [特典映像] 東京国際フォーラムホールA (2018.12.11)
LIVE
1. Be Myself
2. Unlock
  - 18thシングルのオリジナル曲バージョンではなく、5thアルバム『FEVER』（2015年9月2日）収録の「Unlock (Album Ver.)」バージョン
3. 硝子壜
4. Inside Your Head
5. (RE)PLAY
6. Perfect Day Off
7. Can You See Our Flag Wavin' In The Sky?
8. Breathless
9. Damn
10. 世界
11. Medley - ハートアップ / 絢香 - 普通の今夜のことを ― let tonight be forever remembered ― - comrade feat. 三浦大知 / Soil & "Pimp" Sessions - すべりだい - GOEMON feat. ビッグ門左衛門 / レキシ - Dancing With My Fingers feat. 三浦大知 / MIYAVI -
12. Cry & Fight
13. 飛行船
14. Black Hole
15. Blizzard
16. EXCITE
17. Darkest Before Dawn

ENCORE
1. 硝子壜
2. Anchor

### DISC 1 大阪城ホール (2019.3.13)
1. Be Myself
2. Unlock
3. 硝子壜
4. Inside Your Head
5. (RE)PLAY
6. Perfect Day Off
7. FEVER
8. Can You See Our Flag Wavin' In The Sky?
9. Breathless
10. ふれあうだけで　～Always with you～
11. 世界

### DISC 2 大阪城ホール (2019.3.13)
1. DIVE!
2. Cry & Fight
3. 飛行船
4. Black Hole
5. Blizzard
6. EXCITE
7. music
8. Darkest Before Dawn
9. Anchor
10. Touch Me

## キャスト

### Starring
- Daichi Miura

### Dancer
- PURI
- Shingo Okamoto
- Taabow
- Macoto
- Miu Ide
- Akanen
- Eri
- Ami

（* Dance Supervisor：Shota Yoshii）

### Musician
- Keyboads：Toshihiro Takita
- DJ & Manipulator：DJ DAISHIZEN
- Drums：Takashi Mochizuki
- Guitar：Sho Kamijo
- Bass：Kenshi Takimoto